# Oidium heveae
Oidium heveae är en svampart som beskrevs av B.A. Steinm. 1925. Oidium heveae ingår i släktet Oidium och familjen Erysiphaceae.   Inga underarter finns listade i Catalogue of Life.